# Alexeï Pakhomov
Alexeï Fedorovitch Pakhomov, né le 2 octobre 1900 (15 octobre dans le calendrier grégorien) à Varlamovo, dans le gouvernement de Vologda – mort le 14 avril 1973 à Léningrad en URSS, est un illustrateur et peintre avant-gardiste soviétique.

## Biographie
Diplômé de l'École centrale de dessin Stieglitz, Pakhomov adhère au Cercle d'artistes de Léningrad dans les années 1920. Il commence sa carrière comme illustrateur de livres pour enfants. Ses œuvres picturales se rattachent au courant avant-gardiste.
À partir de 1942, Pakhomov enseigne à l'institut Repine, où une chaire de professeur lui est attribuée en 1949.
Lors de la Seconde Guerre mondiale, il reste dans la ville assiégée. Il sera décoré de la médaille pour la Défense de Léningrad. Il est distingué maître émérite des arts de la RSFSR en 1945. Sa série de lithographies consacrée aux défenseurs de Léningrad est récompensée par le Prix Staline en 1946.
En 1964 il est nommé membre de l'Académie russe des beaux-arts. 
Décédé à Léningrad, l'artiste est inhumé au cimetière Bogoslovskoïe. Un deuxième prix Staline lui est décerné à titre posthume en 1973, pour les illustrations du recueil de récits de Léon Tolstoï Filipok. Les pages de l'Abécédaire («Филипок. Страницы из „Азбуки“»).